# Zeoke, Lazarevac
Zeoke (izvirno srbsko Зеоке) je naselje v Srbiji, ki upravno spada pod Mestno občino Lazarevac; slednja pa je del Mesta Beograd.

## Demografija
V naselju živi 619 polnoletnih prebivalcev, pri čemer je njihova povprečna starost 40,0 let (40,0 pri moških in 40,0 pri ženskah). Naselje ima 276 gospodinjstev, pri čemer je povprečno število članov na gospodinjstvo 2,88.
|  |

| Demografija | Demografija     | Demografija     |
| Leto        | Št. prebivalcev | Št. prebivalcev |
| ----------- | --------------- | --------------- |
|             |                 |                 |
|             |                 |                 |
|             |                 |                 |
|             |                 |                 |
| 1948        | 925             |                 |
| 1953        | 985             |                 |
| 1961        | 1011            |                 |
| 1971        | 1052            |                 |
| 1981        | 895             |                 |
| 1991        | 883             | 874             |
| 2002        | 803             | 796             |
|             |                 |                 |

| Etnična sestava po popisu iz leta 2002 | Etnična sestava po popisu iz leta 2002 | Etnična sestava po popisu iz leta 2002 | Etnična sestava po popisu iz leta 2002 | Etnična sestava po popisu iz leta 2002 |
| -------------------------------------- | -------------------------------------- | -------------------------------------- | -------------------------------------- | -------------------------------------- |
| Srbi                                   | Srbi                                   |                                        | 786                                    | 98,74%                                 |
| Črnogorci                              | Črnogorci                              |                                        | 3                                      | 0,37%                                  |
| Romi                                   | Romi                                   |                                        | 3                                      | 0,37%                                  |
| Makedonci                              | Makedonci                              |                                        | 2                                      | 0,25%                                  |
| Hrvati                                 | Hrvati                                 |                                        | 1                                      | 0,12%                                  |
| Neznano                                | Neznano                                |                                        | 0                                      | 0,0%                                   |